# F-ve Dolls
F-ve Dolls (hangul: 파이브돌스; muitas vezes estilizado como F-VE DOLLS), anteriormente conhecido como 5Dolls, foi um grupo feminino sul-coreano formado pela MBK Entertainment em 2011. Inicialmente considerada uma subunidade feminina do grupo Coed School, F-ve Dolls se tornou um grupo indepentende em 2013. Sua estreia ocorreu em 20 de janeiro de 2011 com o lançamento dos singles Lip Stains e I Mean You. Sua formação final consistiu em Hyoyoung, Seunghee, Yeonkyung, Hyewon e Nayeon, enquanto sua formação original consistia em Soomi, Chanmi, Hyoyoung, Hyewon e Eunkyo. As atividades do F-ve Dolls se encerraram oficialmente em 10 de março de 2015.

## Carreira

### 2010: Formação
Em dezembro de 2010, Coed School foi dividido em duas unidades: masculina e feminina. As quatro integrantes originais do sexo feminino, Soomi, Chanmi, Hyoyoung e Hyewon, com a adição da nova integrante Eunkyo, formaram a unidade F-ve Dolls.

### 2011:Lip Stains,Charming Five GirlseTime to Play
Em 20 de janeiro de 2011, F-ve Dolls lançou dois videoclipes promocionais com a presença do rapper Jay Park: Lip Stains e I Mean You. O grupo lançou seu primeiro extended play em 16 de fevereiro de 2011, e sua primeira apresentação ao vivo ocorreu no programa musical M Countdown em 17 de fevereiro. Durante as apresentações ao vivo, o grupo recebeu críticas por supostamente usarem playback. O grupo lançou seu segundo extended play Time To Play em 11 de maio de 2011, acompanhado pela faixa promocional Like This Or That e seu videoclipe.

### 2012–2013: Mudança na formação,Since 1971,First Love
Em meados de 2012, as saídas das integrantes Soomi e Chanmi foram anunciadas. Ambas foram posteriormente substituídas por três novas integrantes: Nayeon, Shannon e Jihyun. No entanto, duas das novas integrantes deixaram o grupo antes mesmo de suas estreias oficiais, e novamente substituídas por Seunghee e Yeonkyung, integrante do grupo The Seeya que simultaneamente iria promover com ambos os grupos. Em 8 de julho de 2013, o grupo anunciou a mudança de seu nome 5Dolls para  F-ve Dolls, bem como seu retorno programado para o final do mês. Em 31 de julho, o grupo lançou seu single digital Since 1971, promovendo a faixa promocional Soulmate. O single alcançou as posições 61 no Gaon Digital Chart e 44 no Billboard Korea Hot 100. As promoções para seu novo single se encerraram em 12 de setembro.
F-ve Dolls iniciou suas promoções para seu novo extended play, First Love, que foi lançado em 17 de setembro. O grupo promoveu o single Can You Love Me? uma colaboração do grupo com a nova integrante do T-ara, Kim Dani. Dias depois, o grupo lançou uma segunda versão de Can You Love Me? sem Dani, bem como um videoclipe para o single Deceive.

### 2014–2015: Separação do grupo
Em novembro de 2014, foi anunciado que F-ve Dolls havia se separado após a renomeação de sua gravadora, que posteriormente excluiu o perfil do grupo no site da gravadora. Em 10 de março de 2015, a MBK Entertainment confirmou o fim do grupo, afirmando que as integrantes desejavam seguir caminhos separados. Meses depois, em 14 de setembro de 2015, Seunghee estreou como integrante do grupo DIA, também agenciado pela gravadora MBK Entertainment.

## Integrantes
- Soomi (em coreano:  수미), nascida Lee Soomi (em coreano:  이수미) em 3 de março de 1989 (36 anos) em Seul, Coreia do Sul.
- Seunghee (em coreano:  승희), nascida Cho Seunghee (em coreano:  조승희) em 3 de junho de 1991 (33 anos) em Gwangju, Coreia do Sul.
- Nayeon (em coreano:  나연), nascida Han Nayeon (em coreano:  한나연) em 7 de janeiro de 1992 (33 anos) em Suwon, Coreia do Sul.
- Chanmi (em coreano:  찬미), nascida Heo Chanmi (em coreano:  허찬미) em 6 de abril de 1992 (32 anos) em Seul, Coreia do Sul.
- Hyoyoung (em coreano:  효영), nascida Ryu Hyoyoung (em coreano:  류효영) em 22 de abril de 1993 (31 anos) em Gwangju, Coreia do Sul.
- Yeonkyung (em coreano:  연경), nascida Oh Yeonkyung (em coreano:  오연경) em 25 de agosto de 1994 (30 anos) em Seul, Coreia do Sul.
- Hyewon (em coreano:  혜원), nascida Jin Hyewon (em coreano:  진혜원) em 6 de março de 1995 (30 anos) em Bucheon, Coreia do Sul.
- Eunkyo (em coreano:  은교), nascida Seo Eunkyo (em coreano:  서은교) em 21 de março de 1995 (29 anos) em Seul, Coreia do Sul.

## Discografia

### Extended plays
| Ano  | Informações |
| ---- | --- |
| 2011 | Charming Five Girls - Lançado em: 16 de fevereiro de 2011 - Idioma: Coreano - Duração: 26:22 - Gravadora: Core Contents Media |
| 2011 | Time To Play - Lançado em: 11 de maio de 2011 - Idioma: Coreano - Duração: 27:11 - Gravadora: Core Contents Media             |
| 2013 | First Love - Lançado em: 17 de setembro de 2013 - Idioma: Coreano - Duração: 21:34 - Gravadora: Core Contents Media           |

### Singles
| Ano                                                                                          | Título               | Melhor posição nas paradas | Download        | Álbum               |
| Ano                                                                                          | Título               | Gaon Chart                 | Download        | Álbum               |
| -------------------------------------------------------------------------------------------- | -------------------- | -------------------------- | --------------- | ------------------- |
| 2011                                                                                         | "Lip Stains"         | 80                         |                 | Charming Five Dolls |
| 2011                                                                                         | "I Mean You"         | 6                          | KOR: 480,547+   | Charming Five Dolls |
| 2011                                                                                         | "Like This Or That"  | 16                         | KOR: 1,162,285+ | Time To Play        |
| 2013                                                                                         | ''Soulmate #1''      | 62                         | KOR: 27,106+    | First Love          |
|                                                                                              | ''Can You Love Me?'' | 39                         | KOR: 78,852+    | First Love          |
| "—" indica lançamentos que não figuraram nas paradas ou que não foram lançados nessa região. |                      |                            |                 |                     |

## Videografia

### Videoclipes
| Ano  | Vídeo musical                       | Duração |
| ---- | ----------------------------------- | ------- |
| 2011 | "Lip Stains''                       | 7:43    |
| 2011 | "I Mean You"                        | 7:40    |
| 2011 | "Like This or That"                 | 3:38    |
| 2013 | ''Soulmate #1''                     | 5:02    |
| 2013 | ''Can You Love Me?''                | 3:26    |
| 2013 | ''Can You Love Me?'' Second Version | 3:28    |
| 2013 | ''Deceive''                         | 3:27    |